# 馮明珠
馮明珠（1950年7月27日—）是中華民國博物館學學者。父親湖北黃陂人，母親南京人，出生於香港。國立台灣大學歷史系碩士，曾任國立故宮博物院圖書文獻處共20年。2012年9月18日至2016年5月20日擔任中華民國國立故宮博物院院長，卸任前修改內規，將離職政務官前往中國大陸的報准期限縮短，引發爭議。現任寶吉祥集團馮明珠文史研究院院長。

## 著作

### 論文
學位論文
1. 《近代中英西藏交涉──光緒二年至民國十三年(1876－1924)》240頁，國立台灣大學歷史系研究所，1978年7月

學術會議論文
1. 〈《涓滴成洪流－清宮國民革命史料彙編》編輯經緯與檔案介紹〉《明清論叢第十一輯》頁194-206，「中國辛亥革命百年紀念暨第十四屆清史學術研討會」中國國家清史編纂委員會、北京故宮博物院、北京大學主辦，故宮出版社2011年12月出版
2. 〈茶馬古道上的省思〉《邊茶藏馬－茶馬古道文化遺產保護（雅安）研討會論文集》，頁167-173，「茶馬古道文化遺產保護（雅安）研討會」四川省文物管理局、雅安博物院主辦，演講主題：〈川茶與印茶交鋒－從一張十九世紀末藏南邊域古輿圖說起〉，北京文物出版社出版，2012年5月
3. 〈「雍正－清世宗文物大展」策展經緯與兩岸故宮交流〉《兩岸故宮第一屆學術研討會：為君難－雍正其人其事及其時代論文集》頁1-16，「兩岸故宮第一屆學術研討會：為君難－雍正其人其事及其時代」國立故宮博物院主辦，2009年11月4-6日發表，2010年8月出版
4. 〈「國立故宮博物院明清輿圖類文獻資料庫」建置經緯〉，「空間新思維－歷史輿圖學國際學術研討會」中央研究院臺灣史研究所、國立故宮博物院主辦，2008年11月6-7日發表
5. 〈鉅編零簡，匯為淵藪－「史館檔」的滄桑與展望〉《故宮學術季刊》，頁119-148，「清代檔案整理與館際合作：第三屆清代檔案國際學術研討會」國立故宮博物院、中央研究院歷史語言研究所、數位典藏國家型科技計劃內容發展分項計劃共同主辦，2006年11月2-3日發表，2007年出版
6. 〈走過留痕－松筠駐藏的政蹟與著述〉《邊臣與疆吏》論文集，「中國歷代邊臣疆史研討會」中央研究院歷史語言研究所、法國遠東學院主辦，2006年10月2-4日發表，北京中華書局2007年出版
7. 〈茶馬古道上的省思－中英西藏議界之再釋〉《古道新風：2006茶馬古道文化國際學術研討會論文集》，「2006茶馬古道文化國際學術研討會」中國國際茶文化研究會、中國西南大學主辦，2006年4月28-30日發表，西南師範大學出版社2006年出版
8. 〈摸索中前進－國立故宮博物院圖書文獻處清代檔案數位資料庫的建置與開放〉，「2005公私立博物館資源整合座談會－數位科技與博物館」中華民國博物館學會主辦，2005年12月16日發表
9. 〈再論《清季外交史料》原纂者－兼介台北故宮所藏「光緒朝籌辦夷務始末記」〉《明清檔案與歷史研究國際學術研討會論文集》，「明清檔案與歷史研究國際學術討論會」中國第一歷史檔案館主辦，2005年9月19-23日發表，北京新華出版社2007年出版
10. 〈中國古籍與東南亞研究－以近二十年來海峽兩岸研究成果為例〉，「回顧與前瞻：東南亞藝術研究研習會」國立故宮博物院、法國遠東學院主辦，2005年4月11-13日發表
11. 〈昌彼得先生與清史研究〉《昌彼得教授八秩晉五壽慶論文集》，頁25-38，淡江大學中文系編，臺灣學生書局2005年出版。
12. 〈「明清檔案人名權威檔」與滿族譜系研究〉，「滿族姓氏與譜牒學術研討會」中國撫順社會科學院主辦，2004年8月29-31日發表
13. 〈從《清史》到《清史稿校註》－中華民國政府遷台後纂修《清史》之經過〉第一屆國際清史研討會，宜蘭佛光大學主辦，《清史論集》下冊　北京：人民出版社2006年9月，頁1101-1130，〈從《清史》到《清史稿校註》－中華民國政府遷台後纂修《清史》之經過〉第一屆國際清史研討會，宜蘭佛光大學主辦，2003年10月28日發表
14. 〈堅持與容忍－檔案中所見康熙皇帝對中梵關係生變的因應〉《中梵外交關係史國際學術研討會論文集》，頁145-182，「中梵外交關係史國際學術研討會」天主教輔仁大學歷史系主辦，2002年12月發表

期刊論文
1. 〈永陵河工〉《故宮文物月刊》348期，頁52-61，2012年3月
2. 〈紅票：一封康熙皇帝寄給羅馬教皇的信〉《故宮文物月刊》344期，頁20-31，2011年11月
3. "Decoding John Thomson's figural photographs from his China Travels" NATIONAL PALACE MUSEUM BULLETIN, Vol. 44, 頁103-124，2011年10月
4. 〈〈藏南察勘疆域界址圖〉考—兼介清季中英西藏交涉中之不平等條約〉《故宮文物月刊》341期，頁32-46，2011年8月
5. 〈檔案展覽與在地詮釋—談國立故宮博物院清代臺灣史料展〉《博物館與文化》卷1創刊號，頁83-102，2011年6月
6. 〈帝王之學－國立故宮博物院藏皇帝講義〉《故宮文物月刊》337期，頁4-13，2011年4月
7. 〈殊勝因緣—來自達賴與班禪的獻禮〉《故宮文物月刊》329期，頁14-29，2010年7月
8. 〈院藏《明解增和千家詩註》典藏源流〉《故宮文物月刊》324期，頁8-13，2010年3月
9. 〈中山先生與故宮博物院〉《故宮文物月刊》323期，頁12-19，2010年2月
10. 〈縱橫五千年‧悠遊掌中天—談故宮U化計畫〉《故宮文物月刊》322期，頁6-11，2010年1月
11. 〈兩岸合作出版的新契機—《康熙朝起居注冊》出版記〉《故宮文物月刊》318期，頁80-85，2009年9月
12. 〈永陵神樹：一棵攸關大清國運的榆樹〉《故宮文物月刊》316期，頁84-95，2009年7月
13. 〈國立故宮博物院與上海博物館交流紀實〉《故宮文物月刊》314期，頁4-11，2009年5月
14. 〈兩岸故宮博物院交流紀實〉《故宮文物月刊》313期，頁16-29，2009年4月
15. 〈邊海全疆繪成卷—院藏「各省沿海口隘全圖」考介〉《故宮文物月刊》 312期，頁26-39，2009年3月
16. 〈邊防與屯墾—「院藏古輿圖特展」展品選介〉《故宮文物月刊》 306期，頁112-117，2008年9月
17. 〈摺圖—軍機處奏摺錄副中的附圖〉《故宮文物月刊》305期，頁112-121，2008年8月
18. 〈兩件與皇太后有關的熬茶檔〉《故宮文物月刊》302期，頁38-42，2008年5月
19. 〈廿載策展經驗談—歷史檔案與檔案展覽〉《檔案季刊》2007年9月號，2007年9月
20. 〈鉅編零簡  匯為淵藪—「史館檔」的滄桑與展望〉《故宮學術季刊》第24卷第4期，頁119-148，2007年夏
21. 金榜題名—清代歷史文書珍品展之三〉《故宮文物月刊》293期，頁4-11，2007年8月
22. 〈烽火岁月中遗留下来的史稿——《清史稿未刊稿丛编·序》〉《清史研究》（中国大陆）2007年第1期（2月15日出版），页95-97[4]
23. 〈慈禧太后權力來源—「奉天承運－清代歷史珍品展」展品選介〉《故宮文物月刊》286期，頁66-73，2007年1月
24. 〈臺灣原住民圖檔文獻展〉《典藏古美術》第163期，頁54-56，2006年4月
25. 〈奉天承運—清代歷史文書珍品展選介〉《典藏古美術》第163期，頁50-53，2006年4月
26. 〈職貢圖—故宮十八世紀的臺灣原住民畫像考介〉《故宮文物月刊》277期，頁16-31，2006年4月
27. 展圖分明看—十八世紀臺灣原住民分布圖〉《故宮文物月刊》276期，頁60-73，2006年3月
28. 〈烽火漫天拚學術—記李莊時期的中央博物院〉《故宮文物月刊》 275期，頁96-105，2006年2月
29. 〈故宮博物院與《清史稿》〉《故宮學術季刊》 第23卷第1期，頁573-624，2005年秋
30. 〈多少龍興事，盡藏原檔中—國立故宮博物院《滿文原檔》的命名、整理與出版經過〉《故宮文物月刊》 273期，頁4-15，2005年12月
31. 〈「中美洲博物館在社會扮演新角色研討會」紀行〉《博物館通訊》，頁12-16，2005年10月
32. 〈經緯天下:飯塚一教授捐贈古地圖展始末〉《典藏古美術》，頁210-213，2005年5月
33. 〈御筆—皇帝的硃批〉《故宮文物月刊》 264期 頁4-19，2005年3月
34. 〈清國史館人表屬辭則例—兼介國立故宮博物院所藏國史館檔大臣年表〉《故宮學術季刊》 第22卷第3期，頁91-130，2005年春
35. 〈瓊圃霏香．寶章集喜—董誥論介〉《故宮文物月刊》 263期，頁4-14，2005年2月
36. 〈細說院藏「詔書」〉《故宮文物月刊》262期，頁36-49，2005年1月
37. 〈知道了：硃批奏摺展 展品選介〉《故宮文物月刊》258期，頁46-55，2004年9月
38. 〈君臣對話：硃批奏摺展介述〉《故宮文物月刊》 254期，頁82-91，2004年5月
39. 〈圖說「福爾摩沙—王城再現」特展〉《故宮文物月刊》246期，頁76-85，2003年9月
40. 〈披荊斬棘—十七世紀後的臺灣〉《故宮文物月刊》239期，頁32-45，2003年2月

### 編輯期刊、專書
1. 主編：《盛清社會與揚州研究》恭賀陳捷先教授八秩華誕論文集，遠流出版社出版，2011年11月
2. 主編：《百年傳承 走出活路—中華民國外交史料特展》圖錄，國立故宮博物院出版，2011年10月
3. 主編：《康熙大帝與太陽王路易十四特展—中法藝術文化的交會》，國立故宮博物院出版，2011年10月
4. 主編《聖地西藏—最接近天空的寶藏》圖錄，聯合報股份有限公司出版，2011年7月
5. 編輯顧問：《黃金旺族：內蒙古博物院 大遼文物展》圖錄 ，時藝多媒體傳播股份有限公司出版，2011年2月
6. 主編：故宮叢刊乙種之二《中國宮廷博物院之權輿—古物陳列所》，國立故宮博物院出版，2011年2月
7. 主編：故宮叢刊乙種之一《雍正：勤政的皇帝‧傳奇的一生》，國立故宮博物院出版，2009年9月
8. 主編：《故宮勝概新編》，國立故宮博物院出版，2009年9月
9. 主編：《雍正：清世宗文物大展》圖錄，國立故宮博物院出版，2009年9月
10. 主編：《國立故宮博物院典藏清史館未刊紀志表傳稿本專輯—本紀》，沉香亭企業社出版，2008年11月
11. 主編：《臺中東勢詹家、清水黃家古文書集》，國立故宮博物院出版，2008年10月
12. 主編：《世界文明瑰寶：大英博物館250年收藏展》圖錄，時藝多媒體傳播股份有限公司出版，2007年
13. 主編：《國立故宮博物院典藏專案檔暨方略叢編：廓爾喀檔》，國立故宮博物院出版，2007年7月
14. 主編：《國立故宮博物院典藏清史館未刊紀志表傳稿本專輯—表》，沉香亭企業社出版，2006年
15. 主編：《妙筆生花：書畫文獻》，國立故宮博物院出版，2006年4月
16. 主編：《經緯天下：飯塚一教授捐贈古地圖展》國立故宮博物院出版，2005年
17. 主編：《滿文原檔》，新臺灣書城國際有限公司出版，2005年
18. 主編：《文獻與史學：恭賀陳捷先教授七十嵩壽論文集》，遠流出版社出版，2004年
19. 主編：《乾隆皇帝的文化大業》 國立故宮博物院出版，2002年

編輯：《故宮跨世紀大事錄要》上下兩冊 國立故宮博物院出版，2000年
1. 參與編輯：圖書文獻處《二千年人類文明大事紀要》頁367，國立故宮博物院出版，2000年

### 專書
1. 《清宮檔案叢談》，國立故宮博物院出版，2011年1月
2. 《黎民之初—院藏臺灣原住民圖檔文獻特展》，國立故宮博物院出版，2006年
3. 《知道了：硃批奏摺展》，國立故宮博物院出版，2004年
4. 《披荊斬棘：十七世紀後的臺灣》，國立故宮博物院出版，2003年
5. 《近代中英西藏交涉與川藏邊情—從廓爾喀之役到華盛頓會議》，國立故宮博物院出版，1996年

### 彙編
1. 《宮中檔乾隆朝奏摺》57輯、《宮中檔嘉慶朝奏摺》34輯、《宮中檔嘉道光奏摺》30輯、《宮中檔咸豐、同治朝奏摺》32輯、《宮中檔補遺》1輯，國立故宮博物院出版，1983年－1985年
2. 《清代文獻傳包、傳稿人名索引》，690頁，國立故宮博物院出版，1986年
3. 《清宮月摺檔臺灣史料》六輯，國立故宮博物院出版，1994年
4. 《故宮七十星霜》，318頁 臺灣商務印書館出版，1995年
5. 《故宮跨世紀大事錄要》上下兩冊，818頁，國立故宮博物院出版，2000年
6. 《二千年人類文明大事紀要》，367頁，國立故宮博物院出版，2000年

## 外部連結
- 國立故宮博物院-馮明珠 （页面存档备份，存于）

| 官衔           | 官衔                                           | 官衔          |
| -------------- | ---------------------------------------------- | ------------- |
| 中華民國行政院 |                                                |               |
| 前任： 周功鑫  | 國立故宮博物院院長 2012年9月18日—2016年5月20日 | 繼任： 林正儀 |